# Ann Högberg
Ann Högberg, född 1973, är en svensk friidrottare (höjdhopp). Hon tävlade för Hälle IF.